# Lopburi (provincie)
Lopburi is een Thaise provincie in het centrale gedeelte van Thailand. In december 2002 had de provincie 767.985 inwoners, het is daarmee de 32e provincie qua bevolking in Thailand. De oppervlakte bedraagt 6199,7 km² en daarmee is Lopburi de 37e provincie qua omvang in Thailand. De provincie ligt op ongeveer 153 kilometer van Bangkok. Lopburi grenst aan Phetchabun, Chaiyaphum, Nakhon Ratchasima, Saraburi, Ayutthaya, Ang Thong, Singburi, en Nakhon Sawan.

## Provinciale symbolen
|  | Het provinciale zegel van Lopburi toont Vishnoe voor de Khmertempel Phra Prang Sam Yod. De provinciale boom en bloem is Mimusops elengi. |

## Klimaat
De gemiddelde jaartemperatuur is 31 graden. De temperatuur schommelt tussen 16 graden en 39 graden. Gemiddeld valt er 877 mm regen per jaar.

## Politiek

### Bestuurlijke indeling
De provincie is onderverdeeld in 11 districten (Amphoe), die weer onderverdeeld zijn in 124 gemeenten (tambon) en 1110 dorpen (moobaan).
| Amphoe 1. Mueang Lopburi 2. Phattana Nikhom 3. Khok Samrong 4. Chai Badan 5. Tha Wung 6. Ban Mi 7. Tha Luang 8. Sa Bot 9. Khok Charoen 10. Lam Sonthi 11. Nong Muang |

## Bezienswaardigheden
- Lopburi (stad)